# Guam na Letnich Igrzyskach Olimpijskich 2024
Guam na Letnich Igrzyskach Olimpijskich 2024 – występ kadry sportowców reprezentujących Guam na igrzyskach olimpijskich, które odbyły się w Paryżu we Francji, w dniach 26 lipca – 11 sierpnia 2024.
Reprezentacja Guamu liczyła ośmioro zawodników – siedem kobiet i mężczyznę, którzy wystąpili w 6 dyscyplinach.
Był to trzynasty start Guamu na letnich igrzyskach olimpijskich.

## Reprezentanci

### Judo
| Zawodnik     | Konkurencja | 1/16             | 1/8              | Ćwierćfinał      | Półfinał         | Repasaże         | Finał / 3. miejsce | Finał / 3. miejsce | Źródła |
| Zawodnik     | Konkurencja | Przeciwnik Wynik | Przeciwnik Wynik | Przeciwnik Wynik | Przeciwnik Wynik | Przeciwnik Wynik | Przeciwnik Wynik   | Pozycja            | Źródła |
| ------------ | ----------- | ---------------- | ---------------- | ---------------- | ---------------- | ---------------- | ------------------ | ------------------ | ------ |
| Maria Escano | -57 kg (k)  | Esteves P 0-10   | NQ               | NQ               | NQ               | NQ               | NQ                 | 17.                | [ 1 ]  |

### Kajakarstwo
Kajakarstwo klasyczne
| Zawodnik          | Konkurencja   | Eliminacje | Eliminacje | Ćwierćfinały | Ćwierćfinały | Półfinały | Półfinały | Finał A/B | Finał A/B | Pozycja | Źródło |
| Zawodnik          | Konkurencja   | Czas       | Pozycja    | Czas         | Pozycja      | Czas      | Pozycja   | Czas      | Pozycja   | Pozycja | Źródło |
| ----------------- | ------------- | ---------- | ---------- | ------------ | ------------ | --------- | --------- | --------- | --------- | ------- | ------ |
| Raina Taitingfong | K-1 500 m (k) | 2:29.66    | 7.         | 2:27.03      | 7.           | NQ        | NQ        | NQ        | NQ        | 40.     | [ 2 ]  |
| Raina Taitingfong | C-1 200 m (k) | 1:05.90    | 7.         | 1:01.17      | 7.           | NQ        | NQ        | NQ        | NQ        | 33.     | [ 2 ]  |

### Lekkoatletyka
| Zawodnik      | Konkurencja       | Runda 1 | Runda 1 | Runda 2 | Runda 2 | Półfinał | Półfinał | Finał | Finał   | Źródło |
| Zawodnik      | Konkurencja       | Wynik   | Miejsce | Wynik   | Miejsce | Wynik    | Miejsce  | Wynik | Miejsce | Źródło |
| ------------- | ----------------- | ------- | ------- | ------- | ------- | -------- | -------- | ----- | ------- | ------ |
| Joseph Green  | bieg na 100 m (m) | 10.85   | 31.     | NQ      | NQ      | NQ       | NQ       | NQ    | NQ      | [ 3 ]  |
| Regine Tugade | bieg na 100 m (k) | 12.02   | 17. q   | 11.87   | 61.     | NQ       | NQ       | NQ    | NQ      | [ 4 ]  |

### Podnoszenie ciężarów
| Zawodnik       | Konkurencja | Rwanie | Rwanie  | Podrzut | Podrzut | Razem  | Pozycja | Źródło |
| Zawodnik       | Konkurencja | Wynik  | Pozycja | Wynik   | Pozycja | Razem  | Pozycja | Źródło |
| -------------- | ----------- | ------ | ------- | ------- | ------- | ------ | ------- | ------ |
| Nicola Lagatao | -49 kg (k)  | 59 kg  | 11.     | 77 kg   | 11.     | 136 kg | 11.     | [ 5 ]  |

### Triathlon
| Zawodnik      | Konkurencja | Pływanie | Zmiana 1 | Jazda na rowerze | Zmiana 2 | Bieg | Czas | Pozycja | Źródło |
| ------------- | ----------- | -------- | -------- | ---------------- | -------- | ---- | ---- | ------- | ------ |
| Manami Iijima | kobiety     | 26:38    | 1:02     | DNF              | DNF      | DNF  | DNF  | DNF     | [ 6 ]  |

### Zapasy
| Zawodnik       | Konkurencja          | 1/8 finału       | Ćwierćfinał      | Półfinał         | Repesaż          | Finał            | Finał   | Źródło |
| Zawodnik       | Konkurencja          | Przeciwnik Wynik | Przeciwnik Wynik | Przeciwnik Wynik | Przeciwnik Wynik | Przeciwnik Wynik | Pozycja | Źródło |
| -------------- | -------------------- | ---------------- | ---------------- | ---------------- | ---------------- | ---------------- | ------- | ------ |
| Mia Aquino     | -53 kg st. wolny (k) | Qianyu P 0-10    | NQ               | NQ               | NQ               | NQ               | 16.     | [ 7 ]  |
| Rckaela Aquino | -57 kg st. wolny (k) | Rodrigues P 0-2  | NQ               | NQ               | NQ               | NQ               | 14.     | [ 8 ]  |